# Still 2gether
Still 2gether (tiếng Thái: เพราะเรา(ยัง)คู่กัน; RTGS: Phro rao (yang) khu kan, tựa Việt: Vì chúng ta (vẫn) là một đôi) là một bộ phim truyền hình Thái Lan phát sóng năm 2020 với sự tham gia của Metawin Opas-iamkajorn (Win) và Vachirawit Chiva-aree (Bright). Đây là phần tiếp theo của 2gether: The Series.
Được đạo diễn bởi Aof Noppharnach và sản xuất bởi GMMTV. Bộ phim gồm 5 tập được GMMTV công bố vào ngày 1 tháng 6 năm 2020. Bộ phim được phát sóng vào lúc 21:30 (ICT), thứ Sáu trên GMM 25 và phát lại vào lúc 23:00 (ICT) cùng ngày trên LINE TV, bắt đầu từ ngày 14 tháng 8 năm 2020. Bộ phim kết thúc vào ngày 11 tháng 9 năm 2020.

## Nội dung
Khi Tine (Metawin Opas-iamkajorn) và Sarawat (Vachirawit Chiva-aree) bước vào năm thứ hai của mối quan hệ với sự tiến triển về tình cảm và sự quan tâm của đối phương dành cho nhau, họ cũng phải bắt đầu đảm nhận những chức vụ lớn hơn trong trường. Tine là đội trưởng mới của CLB Cổ vũ và Sarawat là chủ tịch mới của CLB Âm nhạc. Việc hai CLB chuyển đến hai phòng cạnh nhau đã khiến mâu thuẫn đã xảy ra giữa hai CLB trong các buổi tập. Mâu thuẫn ngày càng căng thẳng sẽ trở thành trở ngại mới trong mối quan hệ của Tine và Sarawat.

## Diễn viên
Dưới đây là dàn diễn viên của bộ phim:

### Diễn viên chính
- Metawin Opas-iamkajorn (Win) vai Tine Teepakorn Aekaranwong

Sinh viên đại học khoa Luật, là Chủ tịch mới của Đội Cổ động của khoa, thư kí mới của CLB Âm nhạc và là bạn trai của Sarawat
- Vachirawit Chiva-aree (Bright) vai Sarawat Guntithanon

Sinh viên đại học khoa Khoa học Chính trị. Anh là một tay guitar, cầu thủ bóng đá, chủ tịch mới của CLB Âm nhạc, đội trưởng của ban nhạc Ctrl+S và là bạn trai của Tine

### Diễn viên phụ

#### Câu lạc bộ Âm nhạc
- Sivakorn Lertchuchot (Guy) vai Dim

Chủ tịch cũ của CLB Âm nhạc và là bạn trai của Green
- Rachanun Mahawan (Film) vai Earn

Thành viên của CLB Âm nhạc và ban nhạc Crtl+S

#### Đội Cổ động
- Korawit Boonsri (Gun) vai Green

Sinh viên khoa Khoa học Xã hội và Nhân văn, một thành viên của CLB Âm nhạc, thành viên mới của Đội Cổ động và là bạn trai của Dim
- Thanatsaran Samthonglai (Frank) vai Phukong

Em trai của Sarawat, bạn trai của Mil và là thành viên mới của Đội Cổ động
- Pattranite Limpatiyakorn (Love) vai Prae

Thành viên của Đội Cổ động và là người Boss thầm thích

#### Người quen của Tine
- Jirakit Kuariyakul (Toptap) vai Type

Anh trai của Tine và là bạn trai của Man
- Thanawat Rattanakitpaisan (Khaotung) vai Fong

Một trong những người bạn thân của Tine, người hay cho anh lời khuyên
- Chayakorn Jutamas (JJ) vai Ohm

Một trong những người bạn thân của Tine

#### Người quen của Sarawat
- Chanagun Arpornsutinan (Gunsmile) vai Boss

Một trong những người bạn thân của Sarawat, người thích thầm Prae. Anh còn là cầu thủ đội bóng của khoa Khoa học Chính trị
- Chinnarat Siripongchawalit (Mike) vai Man

Một trong những người bạn thân của Sarawat, là bạn trai của Type. Anh còn là cầu thủ đội bóng của khoa Khoa học Chính trị

#### Khác
- Sattabut Laedeke (Drake) vai Mil

Sinh viên khoa Kiến trúc và là bạn trai của Phukong. Anh còn là cầu thủ đội bóng của khoa Kiến trúc và là giọng ca chính của một ban nhạc. Anh là người thay thế cho vị trí chơi guitar của ban nhạc CTRL+S khi CLB Âm nhạc gặp sự cố

### Khách mời
- Watchara Sukchum (Jennie) vai Jennie (chính mình) (Tập 2)

Tay guitar huyền thoại, người đã được mời đến tham dự một sự kiện của CLB Âm nhạc. Cô được coi là nổi tiếng nhất trong khuôn viên Đại học
- Phakjira Kanrattanasoot (Nanan) vai Fang (Tập 1, 2, 4)

Chủ tịch cũ của Đội Cổ động của khoa Luật. Cô đông thời cũng là cố vấn của Đội Cổ động

## Các tập phát sóng
| TT. | Tiêu đề | Ngày phát sóng gốc  |
| --- | ------- | ------------------- |
| 1 | "Tập 1" | 14 tháng 8 năm 2020 |
| Một năm sau các sự kiện trong 2gether: The Series, Tine và Sarawat phải gánh vác trách nhiệm làm chủ tịch các câu lạc bộ mà họ đang tham gia. Khi Sarawat chọn Tine làm thư ký cho CLB Âm nhạc, một số người bắt đầu đặt ra câu hỏi về trình độ của anh. Do đó, Tine phải chứng minh cho họ thấy anh xứng đáng với vị trí này. |         |                     |
| 2 | "Tập 2" | 21 tháng 8 năm 2020 |
| Hai CLB bắt đầu chuyển sang hai phòng liền kề nhau. Rắc rối xảy ra khi các thành viên trong CLB của Tine và Sarawat phải cạnh tranh nhau trong các buổi tập. Boss và Phukong tiếp tục đeo đuổi người mình thích, trong khi Type đang đắn đo để nói với Man việc anh được thăng chức.                                           |         |                     |
| 3 | "Tập 3" | 28 tháng 8 năm 2020 |
| Vì hai CLB đều bận rộn chuẩn bị cho "Trận Bóng đá Truyền thống 2U", Tine và Sarawat đều phải tập trung luyện tập cho cuộc thi nên họ không có nhiều thời gian ở bên nhau. Mọi việc trở nên tệ hơn khi Tine biết rằng Sarawat sẽ xa nhà trong hai tuần để luyện tập.                                                            |         |                     |
| 4 | "Tập 4" | 4 tháng 9 năm 2020  |
| Sarawat không liên lạc được với Tine vì những quy tắc khắt khe tại nhà của Dim. Vì tập luyện quá sức nên một thành viên của CLB đã trở bệnh và phải tìm người thay thế. Với niềm mong mỏi gặp lại nhau tại "Trận Bóng đá Truyền thống 2U", Tine và Sarawat đã cố gắng hết sức để hoàn thành nhiệm vụ của mình với CLB.         |         |                     |
| 5 | "Tập 5" | 11 tháng 9 năm 2020 |
| Sau nhiều tuần luyện tập cho "Trận Bóng đá Truyền thống 2U", cả hai CLB đã tổ chức một chuyến đi chơi biển. Tuy nhiên, Green và Dim liên tục xảy ra mâu thuẫn nên không khí của chuyến đi trở nên vô cùng căng thẳng. Trong khi đó, Tine đã lên kế hoạch cho ngày kỉ niệm của hai người họ.                                    |         |                     |

## Nhạc phim
Bài hát ยังคู่กัน (Yang Khu Kan) đã xếp thứ nhất trong 3 tuần liên tiếp (tuần 31, tuần 32 và tuần 33) của Joox Thailand's Top 100. Bài hát cũng đạt hạng 1 tại tuần 32 của Joox Thailand's Top 20 Social Chart.
| Tên bài hát                                     | Thể hiện                                                    | Ghi chú                      | Ref.   |
| ----------------------------------------------- | ----------------------------------------------------------- | ---------------------------- | ------ |
| ติดกับ (Tit Gub)                                  | Natthawut Jenmana (Max)                                     |                              |        |
| ยังคู่กัน (Yang Khu Kan)                            | Vachirawit Chiva-aree (Bright) Metawin Opas-iamkajorn (Win) |                              | [ 16 ] |
| With A Smile (bản gốc thể hiện bởi Eraserheads) | Vachirawit Chiva-aree (Bright)                              | Chỉ dành cho bản Philippines | [ 17 ] |
| คนนั้นต้องเป็นเธอ (Kon Nan Taung Pen Tur)           | Metawin Opas-iamkajorn (Win)                                |                              | [ 18 ] |

## Đón nhận
Khi tập đầu tiên lên sóng vào ngày 14 tháng 8 năm 2020, hashtag "ยังคั่นกูEp1" (dịch n.đ. Still Together Episode 1) đã đạt top 1 danh sách các chủ đề phổ biến tại Twitter thế giới và tại 12 quốc gia: Thái Lan, Việt Nam, Singapore, Malaysia, Indonesia, Puerto Rico, Brazil, Nhật Bản, Ấn Độ, Hoa Kỳ, Mexico, và Peru. Cùng ngày hôm đó, một vài người dùng đã sử dụng hashtag "ยังอิกนอEp1" (dịch n.đ. Still Ignoring Episode 1) để bày tỏ sự thất vọng của họ dành cho nam diễn viên chính Vachirawit Chiva-aree vì đã không đứng vững giữa các cuộc biểu tình đang diễn ra ở Thái Lan năm 2020 mặc dù anh đã phản hồi tweet của một fan hâm mộ vào ngày 31 tháng 3 năm 2020 rằng anh sẽ nói không chỉ về COVID-19 mà còn về cả những vấn đề khác đang ảnh hưởng tới giới trẻ.
Khán giả tại Philippines, những người đã biết đến bộ phim 2gether: The Series qua kênh YouTube của GMMTV, đã rất bất ngờ khi biết rằng bộ phim sẽ không được phát hành tại quốc gia này vì thỏa thuận giữa GMMTV và iWant. Điều này đã dẫn đến việc phát sóng bản tiếng Thái với phụ đề tiếng Anh vào lúc 23:30 (PST), một tiếng sau khi bản lồng tiếng Philippines được phát sóng. Vấn đề tương tự cũng đã xảy ra đối với khán giả tại Nhật Bản.
Khi tập cuối của bộ phim lên sóng vào ngày 11 tháng 9 năm 2020, hashtag "ยังคั่นกูตอนจบ" (dịch n.đ. Still Together The End) đã leo lên top trending Twitter Thái Lan và toàn cầu với hơn 2 triệu lượt tweet. Bộ phim cũng có hơn 40 triệu lượt xem trên YouTube và 27 triệu lượt xem trên LINE TV chỉ một tháng kể từ ngày phát sóng tập đầu tiên.

## Phát sóng tại nước ngoài
- Nhật Bản – Vào ngày 28 tháng 9 năm 2020, Công ty TNHH Klockworx thông báo rằng họ đã mua được bản quyền của ba bộ phim truyền hình từ GMMTV, bao gồm cả bộ phim này. Dự kiến phát sóng tại Nhật Bản với phụ đề tiếng Nhật vào cuối năm 2020.[26][27]
- Philippines – Bộ phim được phát sóng đồng thời với Thái Lan vào 22:30 (PST), thứ Sáu với bản lồng tiếng Philippines và vào 23:30 (PST) với bản gốc có phụ đề tiếng Anh trên iWant TFC, bắt đầu từ 14 tháng 8 năm 2020.[28] Bộ phim cũng được phát sóng vào 22:00 (PST), thứ Bảy trên Kapamilya Channel, bắt đầu từ 15 tháng 8 năm 2020.[29]

## Giải thưởng và đề cử
| Năm  | Giải thưởng    | Hạng mục          | Tác phẩm/Nhân vật được đề cử | Kết quả |
| ---- | -------------- | ----------------- | ---------------------------- | ------- |
| 2021 | LINE TV Awards | Cảnh hôn hay nhất | Still 2gether                | Đề cử   |